# 博布林齊

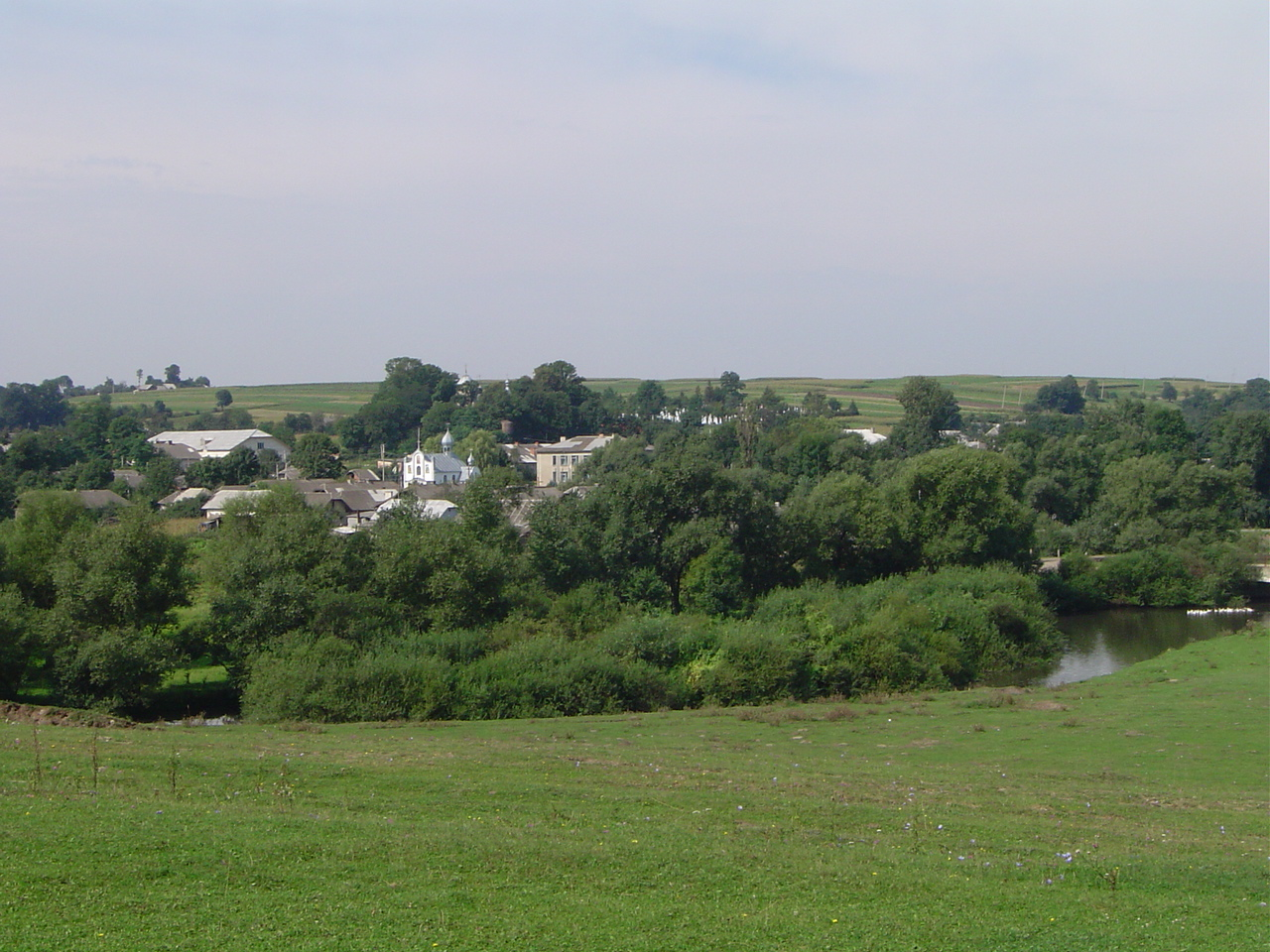

博布林齊（烏克蘭語：Бобулинці）是位於烏克蘭西部特諾皮爾州裏喬爾特基夫區的村莊，處於斯特里帕河右岸，距離基達尼夫和比利亞溫齊1.5公里，面積2.41平方公里，2020年人口560。
49°10′4″N 25°21′22″E / 49.16778°N 25.35611°E